# Russell Harvard

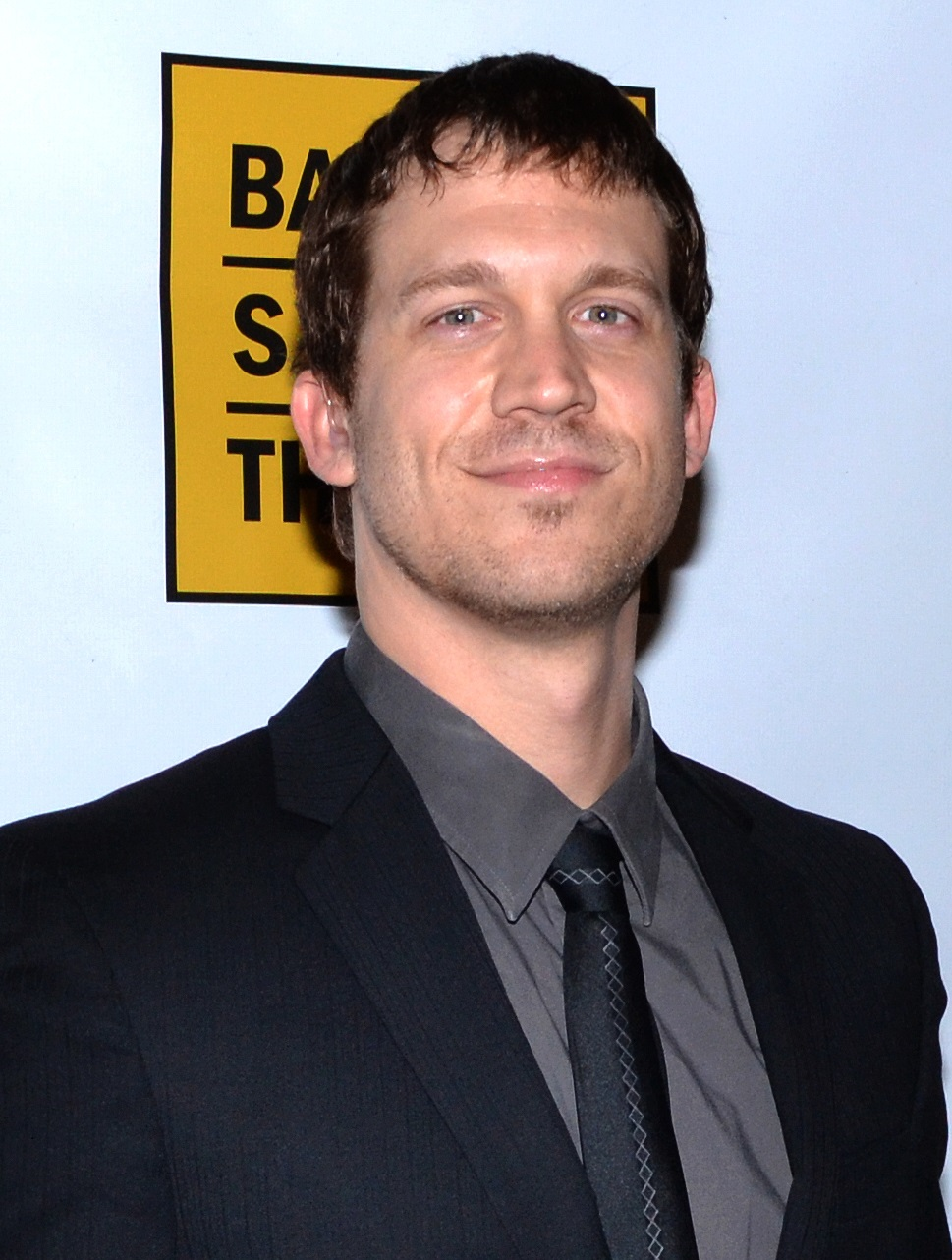
Russell Harvard (2012)

Russell Harvard (geboren am 16. April 1981 in Pasadena, Texas) ist ein US-amerikanischer gehörloser Schauspieler. Er ist bekannt für seine Rollen in Filmen und Fernsehserien wie There Will Be Blood, Hamill und Fargo.
Harvard wurde am 16. April 1981 als Sohn von Henry und Kay Harvard geboren und ist von Geburt gehörlos. Nachdem Umzug seiner Familie nach Austin, Texas, besuchte er die Texas School for the Deaf und studierte später an der Gallaudet University, wo er 2008 einen Abschluss machte. Für seine schauspielerischen Leistungen wurde er für den Drama Desk Award als Bester Hauptdarsteller in einem Theaterstück nominiert.
Seit 2006 tritt er auch in Film und Fernsehen auf, er war in mehr als 15 Produktionen zu sehen. 